# Piekary Śląskie Szarlej
Piekary Śląskie Szarlej – stacja kolejowa w Piekarach Śląskich, w dzielnicy Szarlej; w woj. śląskim, w Polsce.
Na stacji istniał modernistyczny budynek dworcowy zaprojektowany w efekcie ogłoszonego w 1927 konkursu architektonicznego. Autorem projektu był Lech Niemojewski. Według prof. Olgierda Czernera było to najlepsze dzieło architektoniczne artysty. Budynek wzniesiono w latach 1927-1928. Dworzec ułatwiał, przy ówczesnym układzie granicy z Niemcami, ruch pielgrzymkowy do sanktuarium piekarskiego. Po 1945 granica przestała istnieć, co spowodowało peryferyzację dworca. Dworzec szarlejski był ostatnim większym, zachowanym dziełem artysty. Rozebrano go w 1982.